# Erik Hulthén
Erik Wilhelm Hulthén, född 19 september 1891 i Helsingborg, död 19 januari 1972 i Köpenhamn, var en svensk fysiker. 
Efter studentexamen i Helsingborg 1911 studerade  Hulthén skeppsbyggnad vid Chalmers tekniska läroanstalt 1911–1912, inskrevs vid Lunds universitet 1912, blev filosofie magister där 1916 samt var lärare vid Malmö privata läroverk vårterminen 1920, vid Lunds privata elementarläroverk höstterminen 1920 – vårterminen 1922 samt blev amanuens vid fysiska institutionen vid Lunds universitet 1922–1923. Hulthén blev filosofie licentiat vid Lunds universitet 1923 och disputerade för filosofie doktorsgraden där 1923 på avhandlingen Über die Kombinationsbeziehungen unter den Bandenspektra. Han var docent i fysik där 1923–1925, stipendiat vid Michigan State University 1925–1926, vid institutionen för teoretisk fysik i Köpenhamn 1927–1928 och var professor vid Stockholms högskola 1929–1959. Han var från 1929 ledamot av Nobelkommittén för fysik (dess ordförande från 1957) och invaldes som ledamot av Vetenskapsakademien 1931, av Danske Videnskabernes Selskab i Köpenhamn 1951 samt av Fysiografiska sällskapet i Lund 1953. Hulthén tilldelades Björkénska priset 1932.
Han var son till köpmannen och skeppsmäklaren Anton Hulthén och Ida Hulthén, född Swensson, samt gift första gången 1923 med Else Vermehren, som avled 1949, och andra gången 1951 med Nanna Stub.